# David Peat
F. David Peat (Waterloo, 18 aprile 1938 – Pari, 6 giugno 2017) è stato un fisico britannico.

## Biografia
Allievo di David Bohm, ha svolto la sua attività di ricerca in Inghilterra e in Canada, dove ha lavorato al National Research Council.
Si è occupato della meccanica quantistica e della teoria del caos, ma anche di Carl Gustav Jung, di sincronicità, di aspetti di cultura generale e d'impegno socio-culturale (è noto il suo attivismo in favore degli Nativi americani).
Dal 1996 viveva a Pari, in Toscana, dove ha creato il Pari Center for New Learning.

## Opere
- Looking Glass Universe: The Emerging Science of Wholeness, 1986, with John Briggs, Simon and Schuster, ISBN 0-671-63215-9
- Science, Order and Creativity, 1987  with David Bohm, Routledge, 2nd ed. 2000: ISBN 0-415-17182-2
- Synchronicity: The Bridge Between Matter and Mind, 1987, Bantam, ISBN 0-553-34676-8
- Cold Fusion: The Making of a Scientific Controversy, 1989, Contemporary Books, ISBN 0-8092-4243-5
- Superstrings and the Search for the Theory of Everything, 1989, McGraw-Hill, ISBN 0-8092-4257-5
- Turbulent Mirror: An Illustrated Guide to Chaos Theory and the Science of Wholeness, 1989, with John Briggs, Harper & Row, 1990 Harper Perennial paperback ISBN 0-06-091696-6
- Einstein's Moon: Bell's Theorem and the Curious Quest for Quantum Reality, 1990, Contemporary Books, ISBN 0-8092-4512-4
- Lighting the Seventh Fire: The Spiritual Ways, Healing, and Science of the Native American, 1994, Carol Publishing, ISBN 1-55972-249-5
- Glimpsing Reality: Ideas in Physics and the Link to Biology, 1996, with Paul Buckley, University of Toronto Press, ISBN 0-8020-6994-0
- Infinite Potential: The Life and Times of David Bohm, 1996, Perseus Books, ISBN 0-201-40635-7
- In Search of Nikola Tesla, 1997, Ashgrove Publishing, 2002 edition: ISBN 1-85398-117-6
- Seven Life Lessons of Chaos: Spiritual Wisdom from the Science of Change, 1999, with John Briggs, HarperCollins, 2000 Harper Perennial paperback: ISBN 0-06-093073-X
- The Blackwinged Night: Creativity in Nature and Mind, 2001, Basic Books, ISBN 0-7382-0491-9
- From Certainty to Uncertainty: The Story of Science and Ideas in the Twentieth Century, 2002, Joseph Henry Press, ISBN 0-309-07641-2
- Blackfoot Physics: A Journey into the Native American Worldview, 2002, Phanes Press, ISBN 1-890482-83-8
- Pathways of Chance, 2005, Pari Publishing (in italiano, I sentieri del caso, 2004, Di Renzo Editore)